# Затвор – Плевен
Затвор – Плевен е затвор в град Плевен, България.
Разположен е в съседство с парка „Кайлъка“, южно от града. В средата на XX век е реорганизиран като изнесено затворническо общежитие от закрит тип към Затвор – Белене, но на 1 юли 1982 година отново е обособен като самостоятелен затвор. Затворът има един филиал – общежитие от открит тип, разположено в бивши казарми в града.
Местното подразделение на Държавно предприятие „Фонд затворно дело“ експлоатира шивашки цех, работилница за изделия от ракита и зеленчукови градини.

## Известни затворници
Починали в Плевенския затвор
- Фердинанд Александров (1912 – 1943), партизанин
- Марин Пенков (1915 – 1943), партизанин
- Никола Стайчев (1880 – 1955), генерал

Други
- Цвятко Анев (1911 – 2002), комунистически активист
- Йордан Вълчев (1924 – 1998), писател
- Милко Георгиев (1923 – 1984), комунистически активист
- Димитър Гръбчев (1914 – 1968), комунистически активист
- Петър Дертлиев (1916 – 2000), политик
- Димитър Димов (1903 – 1968), комунистически активист
- Димо Дичев (1902 – 1982), комунистически активист
- Иван Желев (1911 – 2002), комунистически активист
- Димитър Каляшки (1910 – 1943), комунистически активист
- Лазар Колишевски (1914 – 2000), северномакедонски комунистически активист
- Трайчо Костов (1897 – 1947), комунистически активист
- Борис Крумов (1923 – 2015), комунистически активист
- Цоло Кръстев (1906 – 1988), комунистически активист
- Михаил Михайлов (1891 – 1969), политик
- Петър Нешев (1901 – 1973), комунистически активист
- Борис Николов (1912 – ?), комунистически активист
- Никола Николов (1920 – 1997), писател
- Никодим Попов (1911 – 1996), политик
- Сергей Румянцев (1896 – 1925), политик
- Борис Спиров (1897 – 1974), комунистически активист
- Асен Стамболийски (1904 – 1965), политик
- Кирил Станчев (1895 – 1968), генерал
- Стоян Стоянов (1909 – 1985), комунистически активист
- Цачо Сяров (1888 – 1959), комунистически активист
- Спас Христов (1907 – ?), комунистически активист
- Георги Чанков (1909 – 2004), комунистически активист